# Chameleon (manga)
Chameleon (カメレオン, Kamereon) est un shōnen manga d'Atsushi Kase, prépublié dans le Weekly Shōnen Magazine entre avril 1990 et février 2000 et publié par l'éditeur Kōdansha en un total de 47 volumes reliés.
La série est adaptée en OVA de six épisodes produits par Studio Egg (ja) et sortis entre août 1992 et mars 1996. Une adaptation en film en prise de vue réelle direct-to-video sort le 23 février 1996.
Une suite en manga intitulée Kuro Ageha (くろアゲハ) est prépubliée dans le Monthly Shōnen Magazine entre décembre 2014 et décembre 2022 et publié par Kōdansha en un total de 20 volumes reliés.

## Synopsis
Eisaku Yazawa, qui a été la cible d'intimidations de la part de délinquants à l'école, se comporte en petite frappe dès son entrée au lycée. Bien qu'il rêve d'une vie tranquille, sa personnalité maladroite et sa malchance finissent toujours par l'impliquer dans des conflits avec des délinquants célèbres. Cependant, Yazawa, qui rêve de devenir bōsōzoku, se tire de nombreuses crises grâce à sa ruse et se transforme peu à peu en une figure charismatique qui attire de nombreux délinquants.

## Médias

### Manga
Scénarisé et illustré par Atsushi Kase, Chameleon est prépublié dans le Weekly Shōnen Magazine de l'éditeur Kōdansha entre le 11 avril 1990 et le 2 février 2000 et publié par le même éditeur au format tankōbon avec un total de 47 volumes sortis entre le 17 août 1990 et le 16 mars 2000.
Un chapitre one-shot intitulé Chameleon Seven Years After (カメレオン Seven Years After) est prépublié dans le Monthly Shōnen Magazine le 6 novembre 2014. Une suite du manga, intitulée Kuro Ageha (くろアゲハ) débute dans le même magazine le 6 décembre de la même année et se termine le 6 décembre 2022. Kōdansha publie la série au format tankōbon avec un total de 20 volumes sortis entre le 16 mai 2014 et le 16 février 2023.

### OVAs
Une adaptation sous forme d'original video animation (OVA) en six épisodes produits par Studio Egg (ja) sort entre le 16 août 1992 et le 22 mars 1996.
Le premier OVA est édité par ADV Films en version japonaise sous-titrée anglais sous le titre Bite Me! Chameleon le 23 février 1999,.

### Film live
Une adaptation en film en prise de vue réelle direct-to-video produite par Nihon Eizō sort le 23 février 1996.

### Autres médias
En 2008, à l'occasion du 50e anniversaire du Weekly Shōnen Magazine, Hiro Mashima illustre un remake en one-shot de Chameleon 
Un jeu de pachinko intitulé CR Chameleon est édité par Taiyo Elec en 2012.

## Accueil
En 2011, plus de 30 millions d'exemplaires du manga étaient en circulation.
La série remporte le 23e Prix du manga Kōdansha dans la catégorie shōnen en 1999.